# Élections régionales de 2021 dans le Grand Est
Pour un article plus général, voir Élections régionales françaises de 2021.
Les élections régionales de 2021 dans le Grand Est ont lieu les 20 et 27 juin 2021 afin de renouveler les membres du conseil régional de la région française du Grand Est.

## Système électoral

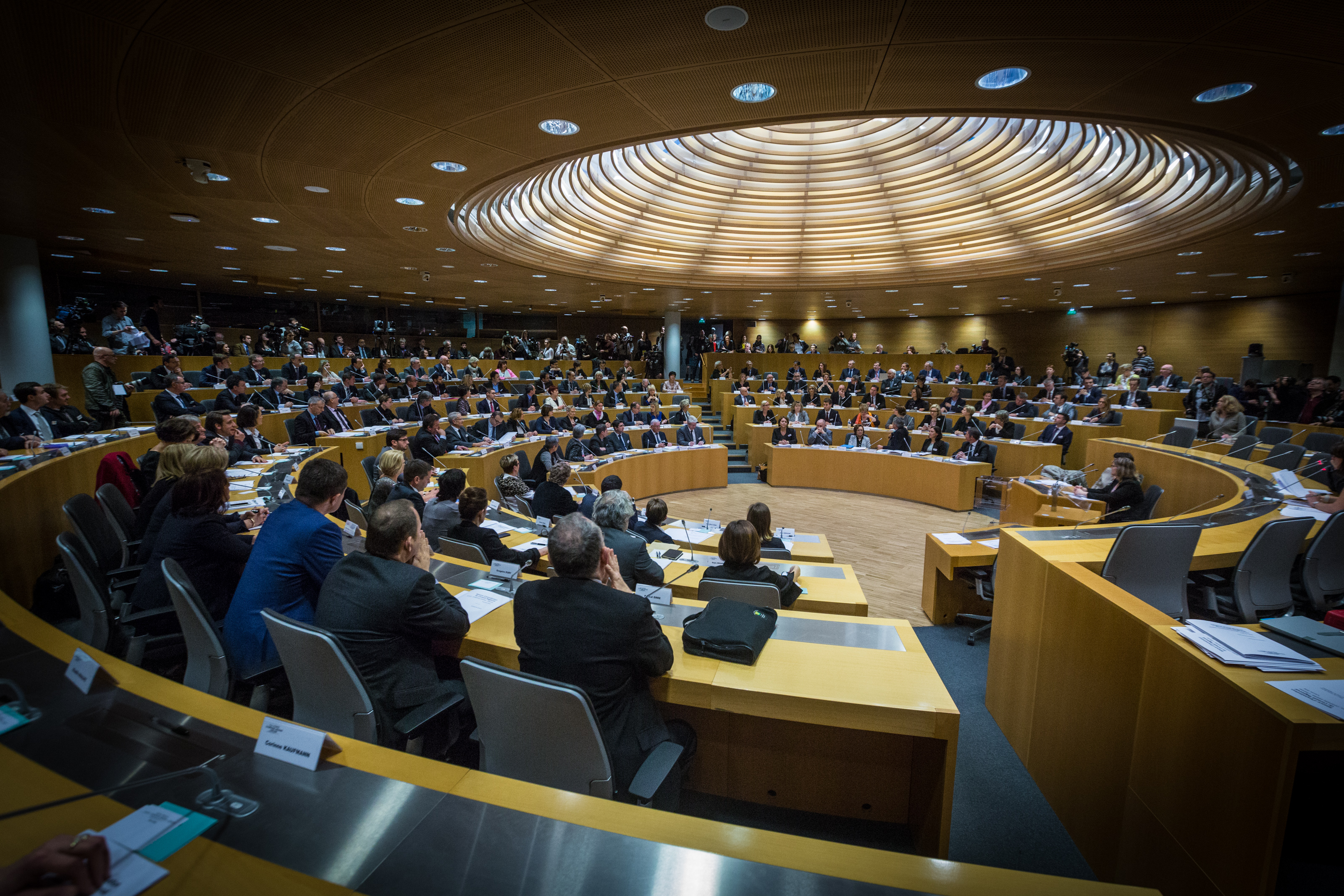
L’hôtel de région.

Le conseil régional du Grand Est est doté de 169 sièges pourvus pour six ans selon un système mixte à finalité majoritaire. Il est fait recours au scrutin proportionnel plurinominal mais celui ci est combiné à une prime majoritaire de 25 % des sièges attribuée à la liste arrivée en tête, si besoin en deux tours de scrutin. Les électeurs votent pour une liste fermée de candidats, sans panachage ni vote préférentiel. Les listes doivent respecter la parité en comportant alternativement un candidat homme et une candidate femme.
Au premier tour, la liste ayant obtenu la majorité absolue des suffrages exprimés remporte la prime majoritaire, et les sièges restants sont répartis à la proportionnelle selon la règle de la plus forte moyenne entre toutes les listes ayant franchi le seuil électoral de 5 % des suffrages exprimés, y compris la liste arrivée en tête. 
Si aucune liste n'a recueilli la majorité absolue, un second tour est organisé entre toutes les listes ayant obtenu au moins 10 % des suffrages exprimés au premier tour. Les listes ayant obtenu au moins 5 % peuvent néanmoins fusionner avec les listes pouvant se maintenir. La répartition des sièges se fait selon les mêmes règles qu'au premier tour, la seule différence étant que la prime majoritaire est attribuée à la liste arrivée en tête, qu'elle ait obtenu ou non la majorité absolue.
Une fois les nombres de sièges attribués à chaque liste au niveau régional, ceux-ci sont répartis entre les sections départementales, au prorata des voix obtenues par la liste dans chaque département.

## Contexte

### Conseil régional sortant
|                                         |       |       |      |                                                           |
| Président du conseil régional           |       |       |      |                                                           |
| Jean Rottner (LR)                       |       |       |      |                                                           |
| Parti                                   | Sigle | Sigle | Élus | Groupe                                                    |
| Majorité (98 sièges)                    |       |       |      |                                                           |
| Les Républicains                        |       | LR    | 55   | Majorité régionale                                        |
| Union des démocrates et indépendants    |       | UDI   | 18   | Majorité régionale                                        |
| Mouvement démocrate                     |       | MoDem | 9    | Majorité régionale                                        |
| Divers droite                           |       | DVD   | 7    | Majorité régionale                                        |
| Mouvement radical                       |       | MR    | 5    | Majorité régionale                                        |
| La République en marche                 |       | LREM  | 3    | Majorité régionale                                        |
| Union républicaine lorraine             |       | URL   | 1    | Majorité régionale                                        |
| Opposition d'extrême droite (44 sièges) |       |       |      |                                                           |
| Rassemblement national                  |       | RN    | 24   | Rassemblement national Alsace-Champagne-Ardenne-Lorraine  |
| Les Patriotes                           |       | LP    | 8    | Les Patriotes                                             |
| Divers extrême droite                   |       | EXD   | 2    | Élus sans étiquette                                       |
| Le Mouvement de la ruralité             |       | LMR   | 1    | Élus sans étiquette                                       |
| Souveraineté, identité et libertés      |       | SIEL  | 1    | Élus sans étiquette                                       |
| Divers extrême droite                   |       | EXD   | 8    | Non-inscrits                                              |
| Opposition de gauche (19 sièges)        |       |       |      |                                                           |
| Parti socialiste                        |       | PS    | 14   | Socialiste, républicain et citoyen                        |
| La République en marche                 |       | LREM  | 4    | Les Progressistes pour une région plus proche, plus forte |
| Territoires de progrès                  |       | TdP   | 1    | Les Progressistes pour une région plus proche, plus forte |
| Minorité (8 sièges)                     |       |       |      |                                                           |
| Les Républicains                        |       | LR    | 7    | Alsace et Territoires                                     |
| La République en marche                 |       | LREM  | 1    | Non-inscrits                                              |

## Candidatures

### Partis et listes

#### Rassemblement national et alliés
Laurent Jacobelli, porte-parole du  Rassemblement national, est désigné tête de liste le 10 février 2021. Tête de liste aux élections régionales dans cette région puis candidat aux élections départementales dans l'Essonne en 2015 pour Debout la France, il avait été candidat RN lors des élections législatives de 2017 dans la dixième circonscription des Bouches-du-Rhône, avant de revenir dans le Grand-Est.

#### L'appel Inédit
Génération.s - La France insoumise - Parti radical de gauche - Les Radicaux de gauche - Place publique - Les Nouveaux Démocrates
L'ancienne ministre Aurélie Filippetti va conduire la liste L'Appel inédit. Il s'agit d'une démarche lancée par Aurélie Filippetti, la député LFI de Meurthe-et-Moselle Caroline Fiat, et Pernelle Richardot, présidente du groupe socialiste au conseil régional. 
En décembre 2020, des élus de gauche et quelque 1 200 militants avaient signé un appel visant à une alliance des partis de gauche et écologistes dès le premier tour. Plus généralement, l'appel est constitué d'élus du PS, du PCF, de Génération.s, des Radicaux de gauche, de La France insoumise, d'Allons enfants, du Parti radical de gauche, de Place publique et des Nouveaux Démocrates.

#### Les Patriotes et VIA, la voie du peuple
Florian Philippot, président du mouvement Les Patriotes (LP) et conseiller régional sortant, tête de liste FN aux élections régionales de 2015 en Alsace-Champagne-Ardenne-Lorraine, a annoncé le 27 mars 2021 qu'il présentera une liste aux élections régionales. Il s'allie avec VIA, la voie du peuple, le parti conservateur de Jean-Frédéric Poisson.

#### Les Républicains et alliés
Jean Rottner, président sortant Les Républicains, annonce le 3 mai sa candidature à sa réélection. Il s’oppose à la candidature en Meurthe-et-Moselle de Nadine Morano, qu'il juge trop à droite ; celle-ci l’accuse alors de vouloir « dépecer LR » et fait savoir qu’elle ne votera pas pour sa liste, tandis que Rachida Dati critique cette décision de Jean Rottner,.

#### Majorité présidentielle(LREM-MoDem-TdP-Agir-DVD)
Bérangère Abba, secrétaire d'État chargée de la Biodiversité, ancienne députée de la première circonscription de la Haute-Marne et vice-présidente de l'Assemblée des Nations unies pour l'environnement, est investie cheffe de file par le parti présidentiel à la fin de l'année 2020.
Brigitte Klinkert, actuelle ministre chargée de l’insertion et ancienne présidente du conseil départemental du Haut-Rhin, sous l'étiquette Les Républicains, est pressentie pour mener la liste à la place de Bérangère Abba, qui souffre d'un déficit de notoriété. Brigitte Klinkert avait pourtant affirmé en décembre 2020 qu'elle ne se présenterait pas aux élections régionales, préférant s'engager au sein de la collectivité européenne d'Alsace et expliquant être « contre le Grand-Est ». Le 30 avril, Brigitte Klinkert officialise sa candidature.

#### Unser Land
Le mouvement autonomiste alsacien Unser Land a annoncé le 19 mars qu'il présentera une liste aux élections régionales de 2021 dans le Grand Est. Celle-ci sera conduite par Martin Meyer, secrétaire général du parti. Lors de la campagne, Unser Land prônera la création en Alsace d'une collectivité à statut particulier et la sortie de celle-ci du Grand Est.

#### Pôle écologiste(EÉLV-CÉ-GÉ-MdP)
Éliane Romani, membre d'Europe Écologie Les Verts, ancienne adjointe au maire de Thionville, est investie en octobre 2020 par les composantes du Pôle écologiste, alliance comprenant Europe Écologie Les Verts, Génération écologie, Cap écologie, le Mouvement des progressistes . La liste reçoit également le soutien du mouvement Alternative alsacienne. Le Parti communiste français et le Parti socialiste soutiennent également la liste Romani.

#### Lutte ouvrière
Louise Fève, cheminote, conduira la liste de Lutte ouvrière aux élections régionales de 2021 dans le Grand Est.

#### Union des démocrates musulmans français
L'Union des démocrates musulmans français (UDMF) présente des listes avec Adil Tyane comme chef de file régional.

### Têtes de liste départementales au premier tour
| Listes | Listes                                                           | Ardennes                  | Aube                         | Marne                   | Haute-Marne                | Meurthe-et-Moselle          | Meuse                         | Moselle                  | Alsace                      | Vosges                   |
| ------ | ---------------------------------------------------------------- | ------------------------- | ---------------------------- | ----------------------- | -------------------------- | --------------------------- | ----------------------------- | ------------------------ | --------------------------- | ------------------------ |
|        | Faire entendre le camp des travailleurs                          | Mink Takawé (LO)          | Romain Vallée (LO)           | Thomas Rose (LO)        | Joëlle Bastien (LO)        | Christiane Nimsgern (LO)    | Pierre Nordemann (LO)         | Mario Rinaldi (LO)       | Nathalie Mulot (LO)         | Xavier Boury (LO)        |
|        | L'Appel inédit pour le Grand Est                                 | Florian Lecoultre (DVG)   | Émilie Gesnot (PS)           | Jean-Paul Angers (PRG)  | Kevin Jacquemin (LFI)      | Pierre Christophe (LFI)     | Catherine Collinet Jung (DVG) | Aurélie Filippetti (G.s) | Pernelle Richardot (PS)     | Karine Frère (LFI)       |
|        | Il est temps, pour l'écologie et la justice sociale              | Christophe Dumont (EÉLV)  | Ghislain Wysozinski (CÉ)     | Éric Quénard (PS)       | Alain Cédelle (PS)         | Bertrand Masson (PS)        | Jessica Leroy (PS)            | Éliane Romani (EÉLV)     | Cécile Germain-Ecuer (EÉLV) | Lou Noirclère (EÉLV)     |
|        | Agir pour ne plus subir                                          | Charef Beradai            | Karima Belbachir             | Naïma Taghlaoui         | Mounia Boudraa             | Rabah Ould (UDMF)           | Fathia Djelti                 | Adil Tyane (UDMF)        | Amel Chebil                 | Siham el Barnoussi       |
|        | Stop Grand Est, en avant l’Alsace !                              | Joël Bonn                 | Germain Zimmerlé             | Jean Faivre             | Chantal Uhring             | Frédéric Goerké             | Bruno Jacky                   | Denis Lieb               | Jean-Georges Trouillet (UL) | Pierre Peresson          |
|        | La Force de nos territoires                                      | Miguel Leroy (Agir)       | Grégory Besson-Moreau (LREM) | Aina Kuric (Agir)       | Laurent Daval (LREM)       | Christophe Choserot (LREM)  | Jean-Luc Duret (LREM)         | Isabelle Rauch (LREM)    | Brigitte Klinkert (LREM)    | Stéphanie Poirier (LREM) |
|        | Plus forts ensemble                                              | Boris Ravignon (LR)       | Marc Sebeyran (UDI)          | Arnaud Robinet (LR)     | Étienne Marasi (LR)        | Valérie Debord (LR)         | Philippe Mangin (DVD)         | François Grosdidier (LR) | Jean Rottner (LR)           | Daniel Gremillet (LR)    |
|        | Rassemblement pour l'Alsace, la Champagne-Ardenne et la Lorraine | Bruno North (CNIP)        | Laurent Jacobelli (RN)       | Baptiste Philippo (RN)  | Frédéric Fabre (RN)        | Philippe Morenvillier (LAF) | Marc Mailfait (RN)            | Jean-Louis Masson (DVD)  | Christian Zimmermann (RN)   | Sébastien Humbert (RN)   |
|        | Liberté !                                                        | Jean-Philippe Wagner (LP) | Didier Fiot (LP)             | Christian Blanchon (LP) | Pierre-Yves Rougeyron (LP) | Éric Richermoz (LP)         | Corinne Kaufmann (LP)         | Florian Philippot (LP)   | Andréa Didelot (LP)         | Marina Do Santos (LP)    |

## Sondages

### Premier tour
| Sondeur                        | Date                | Panel | LO   | G.s-LFI    | EÉLV-PS-PCF | UL    | UDMF  | LREM | LREM     | LR-UDI  | LR-UDI    | DLF           | LP            | RN    | RN        | Autres |
| Sondeur                        | Date                | Panel | Fève | Filippetti | Romani      | Meyer | Tyane | Abba | Klinkert | Rottner | Reichardt |               | Philippot     | Joron | Jacobelli | Autres |
| ------------------------------ | ------------------- | ----- | ---- | ---------- | ----------- | ----- | ----- | ---- | -------- | ------- | --------- | ------------- | ------------- | ----- | --------- | ------ |
| Sondeur                        | Date                | Panel |      |            |             |       |       |      |          |         |           |               |               |       |           |        |
| Ipsos                          | 3 au 7 juin 2021    | 1 001 | 2    | 5          | 14          | 4     | 1     | —    | 14       | 27      | —         | —             | 8             | —     | 25        | —      |
| OpinionWay (pour LR)           | 25 au 31 mai 2021   | 2 010 | 1    | 7          | 14          | 2     | 1     | —    | 16       | 28      | —         | —             | 6             | —     | 25        | —      |
| Harris Interactive (pour EÉLV) | 13 au 19 avril 2021 | 1 004 | —    | 10         | 16          | —     | —     | —    | 18       | 24      | —         | —             | 4             | —     | 28        | —      |
| Ifop (pour LR)                 | 4 au 9 février 2021 | 874   | —    | 16         | 10          | —     | —     | 10   | –        | 31      | 1,5       | 3             | 4             | 23    | —         | 1,5    |
| Ifop (pour LR)                 | 4 au 9 février 2021 | 874   | —    | 16         | 10          | —     | —     | 11   | —        | 32      | 1         | 6 (Philippot) | 6 (Philippot) | 22    | –         | 2      |

En gras sur fond coloré, la liste arrivée en tête ; en gras, les listes pouvant se qualifier pour le second tour.

### Second tour
| Sondeur              | Date                | Panel | G.s-LFI         | EÉLV-PS-PCF     | LREM | LREM         | LR-UDI       | RN    | RN        |
| Sondeur              | Date                | Panel | Filippetti      | Romani          | Abba | Klinkert     | Rottner      | Joron | Jacobelli |
| -------------------- | ------------------- | ----- | --------------- | --------------- | ---- | ------------ | ------------ | ----- | --------- |
| Sondeur              | Date                | Panel |                 |                 |      |              |              |       |           |
| Ipsos                | 3 au 7 juin 2021    | 1 001 | —               | 20              | —    | 19           | 29           | —     | 32        |
| OpinionWay (pour LR) | 25 au 31 mai 2021   | 2 010 | —               | 20              | —    | 19           | 31           | —     | 30        |
| OpinionWay (pour LR) | 25 au 31 mai 2021   | 2 010 | 24 (Romani)     | 24 (Romani)     | —    | 45 (Rottner) | 45 (Rottner) | —     | 31        |
| OpinionWay (pour LR) | 25 au 31 mai 2021   | 2 010 | —               | —               | —    | 24           | 39           | —     | 37        |
| Ifop (pour LR)       | 4 au 9 février 2021 | 874   | 24 (Filippetti) | 24 (Filippetti) | 13   | —            | 35           | 28    | —         |
| Ifop (pour LR)       | 4 au 9 février 2021 | 874   | 26 (Filippetti) | 26 (Filippetti) | —    | —            | 45           | 29    | —         |
| Ifop (pour LR)       | 4 au 9 février 2021 | 874   | —               | —               | 20   | —            | 47           | 33    | —         |

## Résultats

### Au niveau global
|                          |                          |                                    |              |              |             |               |        |               |  |  |  |  |  |  |
| Tête de liste            | Tête de liste            | Liste                              | Premier tour | Premier tour | Second tour | Second tour   | Sièges | +/-           |  |  |  |  |  |  |
| Tête de liste            | Tête de liste            | Liste                              | Voix         | %            | Voix        | %             | Sièges | +/-           |  |  |  |  |  |  |
|                          | Jean Rottner             | LR-UDI-LC-MR-MoDem diss.-URL-LMR   | 335 947      | 31,15        | 445 189     | 40,30         | 94     | 10            |  |  |  |  |  |  |
|                          | Laurent Jacobelli        | RN-CNIP-DR-LDP-PL-LAF              | 227 774      | 21,12        | 290 552     | 26,30         | 33     | 13            |  |  |  |  |  |  |
|                          | Éliane Romani            | EÉLV-PS-PCF-CÉ-GÉ-MdP-ND           | 157 461      | 14,60        | 234 436     | 21,22         | 27     | 8             |  |  |  |  |  |  |
|                          | Brigitte Klinkert        | LREM-TdP-MoDem-Agir-LR diss.       | 116 121      | 10,77        | 134 413     | 12,17         | 15     | 15            |  |  |  |  |  |  |
|                          | Aurélie Filippetti       | G·s-LFI-PRG-PS diss.-LND-PP-GRS-AE | 93 163       | 8,64         |             |               | 0      | en stagnation |  |  |  |  |  |  |
|                          | Florian Philippot        | LP-VIA                             | 74 980       | 6,95         | 0           | en stagnation |        |               |  |  |  |  |  |  |
|                          | Martin Meyer             | UL                                 | 39 567       | 3,67         | 0           | en stagnation |        |               |  |  |  |  |  |  |
|                          | Louise Fève              | LO                                 | 28 090       | 2,60         | 0           | en stagnation |        |               |  |  |  |  |  |  |
|                          | Adil Tyane               | UDMF                               | 5 268        | 0,49         | 0           | en stagnation |        |               |  |  |  |  |  |  |
|                          |                          |                                    |              |              |             |               |        |               |  |  |  |  |  |  |
| Suffrages exprimés       | Suffrages exprimés       | Suffrages exprimés                 | 1 078 379    | 95,08        | 1 104 606   | 95,35         |        |               |  |  |  |  |  |  |
| Votes blancs             | Votes blancs             | Votes blancs                       | 34 389       | 3,03         | 32 937      | 2,84          |        |               |  |  |  |  |  |  |
| Votes nuls               | Votes nuls               | Votes nuls                         | 21 411       | 1,89         | 20 900      | 1,80          |        |               |  |  |  |  |  |  |
| Total                    | Total                    | Total                              | 1 134 179    | 100          | 1 158 443   | 100           | 169    | en stagnation |  |  |  |  |  |  |
| Abstentions              | Abstentions              | Abstentions                        | 2 695 785    | 70,39        | 2 672 650   | 69,75         |        |               |  |  |  |  |  |  |
| Inscrits / Participation | Inscrits / Participation | Inscrits / Participation           | 3 829 964    | 29,61        | 3 830 984   | 30,24         |        |               |  |  |  |  |  |  |

## Suites
Afin d'éviter une trop grande proximité avec les deux tours de l'élection présidentielle et des législatives d'avril et juin 2027, le mandat des conseillers élus en 2021 est exceptionnellement prolongé à six ans et neuf mois. Les prochaines élections ont par conséquent lieu en 2028 au lieu de 2027.